# MSRB1
MSRB1 (англ. Methionine sulfoxide reductase B1) – білок, який кодується однойменним геном, розташованим у людей на короткому плечі 16-ї хромосоми. Довжина поліпептидного ланцюга білка становить 116 амінокислот, а молекулярна маса — 12 760.
| 10         |  | 20         |  | 30         |  | 40         |  | 50         |
| ---------- |  | ---------- |  | ---------- |  | ---------- |  | ---------- |
| MSFCSFFGGE |  | VFQNHFEPGV |  | YVCAKCGYEL |  | FSSRSKYAHS |  | SPWPAFTETI |
| HADSVAKRPE |  | HNRSEALKVS |  | CGKCGNGLGH |  | EFLNDGPKPG |  | QSRFIFSSS  |
| LKFVPKGKET |  | SASQGH     |  |            |  |            |  |            |

A: Аланін

C: Цистеїн

D: Аспарагінова кислота

E: Глутамінова кислота

F: Фенілаланін

G: Гліцин

H: Гістидин

I: UІзолейцин

I: Ізолейцин

K: Лізин

L: Лейцин

M: Метіонін

N: Аспарагін

P: Пролін

Q: Глутамін

R: Аргінін

S: Серин

T: Треонін

V: Валін

W: Триптофан

Кодований геном білок за функцією належить до оксидоредуктаз. 
Задіяний у таких біологічних процесах, як імунітет, вроджений імунітет. 
Білок має сайт для зв'язування з іонами металів, іоном цинку. 
Локалізований у цитоплазмі, цитоскелеті, ядрі.